# Dendrolagus stellarum
Dendrolagus stellarum is een zoogdier uit de familie van de kangoeroes (Macropodidae). De wetenschappelijke naam van de soort werd voor het eerst geldig gepubliceerd door Flannery & Seri in 1990.

## Voorkomen
De soort komt voor in het het westelijke Hoogland van Nieuw-Guinea.